# Modicogryllus smolus
Modicogryllus smolus är en insektsart som beskrevs av Andrej Vasiljevitj Gorochov 1988. Modicogryllus smolus ingår i släktet Modicogryllus och familjen syrsor. Inga underarter finns listade i Catalogue of Life.